# バレンタインコンサート・スペシャル/西城秀樹 愛を歌う
『バレンタインコンサート・スペシャル/西城秀樹 愛を歌う』（バレンタインコンサート・スペシャル さいじょうひでき あいをうたう）は、1978年6月25日に発売された西城秀樹のライブ・アルバム（2枚組LP）である。

## 内容
西城秀樹が1978年2月14日に日比谷公会堂において新日本フィルハーモニー交響楽団と共演した、バレンタイン・コンサート・スペシャル「西城秀樹 愛を歌う」の模様が収録されている。

## 収録曲

### RECORD-1 SIDE A
1. オーバーチュアー　服部克久作曲
2. マイ・ファニー・バレンタイン（My Funny Valentine）R.Rodgers
3. 夜のストレンジャー（Strangers in the Night）B.Kaempfert
4. カタログ　梅垣達志　作詞・作曲
5. ロマンス（ナレーション）Schumann　作曲

### RECORD-1 SIDE B
1. ラストシーン　阿久悠　作詞、三木たかし　作曲
2. この愛のときめき　たかたかし　作詞、あかのたちお　作曲
3. ナタリー（Natalie）U.Balsamo 　一の宮はじめ　訳詞
4. 愛は限りなく（Dio Come Ti Amo）D.Modugno 　音羽たかし　訳詞

### RECORD-2 SIDE A
1. ユー・キープ・ミー・ハンギン・オン（You Keep Me Hangin' On）E.Holland
2. 心のラヴ・ソング(Silly Love Songs) P.McCartney
3. ヘイ・ジュテーム(Mon Cinema)　安井かずみ　訳詞
4. ブーツをぬいで朝食を　阿久悠　作詞、大野克夫　作曲
5. 青春に賭けよう　たかたかし　作詞、鈴木邦彦　作曲

### RECORD-2 SIDE B
1. 君よ抱かれて熱くなれ　阿久悠　作詞、三木たかし　作曲
2. 傷だらけのローラ　J.Royal　作詞、馬飼野康二　作曲
3. セイル・アウェイ（Sail Away)　R.Newman　一の宮はじめ　訳詞
4. 若き獅子たち　阿久悠　作詞、三木たかし　作曲
5. おやすみ　井上陽水　作詞・作曲

## 復刻盤
- 1999年12月16日発売のCD『HIDEKI SUPER LIVE BOX』（6枚組）の中の2枚目（一部の楽曲が収録）
- 2022年6月24日発売、GOH HOTODAによるデジタルリマスタリング盤、Blu-spec CD2、紙ジャケット仕様